# Томас Маврос
Томас Маврос (грец. Θωμάς Μαύρος, нар. 31 травня 1954, Каллітея) — грецький футболіст, що грав на позиції нападника. Відзначався високою результативністю — чотири рази ставав найкращим бомбардиром найвищого дивізіону чемпіонату Греції, а також є найкращим бомбардиром в історії цього турніру — забив 260 голі у 501 проведеному матчі.
Виступав за клуби АЕК та «Паніоніос», а також національну збірну Греції.

## Клубна кар'єра
Народився 31 травня 1954 року в місті Каллітея. Вихованець футбольної школи клубу «Паніоніос». Дорослу футбольну кар'єру розпочав 1970 року в основній команді того ж клубу, в якій провів шість сезонів, взявши участь у 135 матчах чемпіонату.  Більшість часу, проведеного у складі «Паніоніоса», був основним гравцем атакувальної ланки команди. Свій перший гол в елітному дивізіоні грецького футболу забив у віці 16 років 8 місяців і 17 днів, ставши таким чином наймолодшим автором забитого м'яча в історії турніру.
Своєю грою за цю команду привернув увагу представників тренерського штабу клубу АЕК, до складу якого приєднався 1976 року. Відіграв за афінський клуб наступні одинадцять сезонів своєї ігрової кар'єри. Граючи у складі клубу АЕК також здебільшого виходив на поле в основному складі команди. У складі клубу АЕК був одним з головних бомбардирів команди, маючи середню результативність на рівні 0,63 голу за гру першості. При цьому тричі виборював титул найкращого бомбардира грецької футбольної першості — в 1978, 1979 і 1985 роках.
1987 року повернувся до клубу «Паніоніос», за який відіграв 4 сезони. І тут знову був серед найкращих голеодорів, відзначаючись забитим голом в середньому щонайменше у кожній другій грі чемпіонату. Завершив професійну кар'єру футболіста виступами за команду «Паніоніос» у 1991 році. У передостанньому сезоні своєї кар'єри учетверте став найкращим голеодором грецького чемпіонату, забивши 22 голи.

## Виступи за збірну
1972 року дебютував в офіційних матчах у складі національної збірної Греції. Протягом кар'єри у національній команді, яка тривала 13 років, провів у формі головної команди країни 36 матчів, забивши 11 голів.
У складі збірної був учасником чемпіонату Європи 1980 року в Італії.

## Титули і досягнення
- Найкращий бомбардир в історії Альфа Етнікі: 260 голів
- Найкращий бомбардир чемпіонату Греції (4):

1977-1978 (22), 1978-1979 (31), 1984-1985 (27) і 1989-1990 (22)